# Izrael Lejzerowicz
Izrael Lejzerowicz (ur. 6 listopada 1902 w Łodzi, zm. w sierpniu 1944 w Auschwitz) – żydowski artysta malarz, poeta.

## Życiorys
Studiował w Berlinie. Po studiach powrócił do Łodzi. Malował sceny rodzajowe i portrety. Prezentował swoje obrazy na wystawach w Łodzi czy Krakowie. Zamknięty w łódzkim getcie rozwinął oryginalną twórczość poetycką i malarską. Na papierze, dykcie i płótnie malował scenki rodzajowe z ulic getta. Dzięki protekcji Chaima Rumkowskiego, przełożonego Starszeństwa Żydów w getcie łódzkim (którego wielokrotnie portretował) przeżył, mimo wielu chorób, do końca istnienia getta. 
W końcu sierpnia 1944 r. w jednym z ostatnich transportów został wywieziony do Auschwitz-Birkenau, gdzie, z powodu kalectwa, natychmiast zamordowano go w komorze gazowej. 
Zachowało się ponad 50 jego prac, w tym sceny z getta. Przechowywane są m.in. w Żydowskim Instytucie Historycznym, Muzeum Miasta Łodzi i Instytucie Yad Vaschem w Jerozolimie. 